# آدریان لبو
آدریان لبو (انگلیسی: Adrien Lebeau؛ زادهٔ ۸ ژوئیهٔ ۱۹۹۹) بازیکن فوتبال است.
از باشگاه‌هایی که در آن بازی کرده‌است می‌توان به باشگاه فوتبال استراسبورگ اشاره کرد.